# Eliane Amorim das Virgens de Oliveira
Eliane Amorim das Virgens de Oliveira (Assú, 24 de abril de 1939 - Natal, 15 de janeiro de 1988) foi a primeira magistrada a assumir o cargo de desembargadora na história do Tribunal de Justiça do Rio Grande do Norte.

## Biografia
Eliane Amorim das Virgens de Oliveira era filha do juiz de direito Joaquim das Virgens Neto e de Isabel Amorim das Virgens. Cursou o ginásio no Colégio Nossa Senhora das Neves e no Atheneu Norte-rio-grandense. Formou-se em Ciências Jurídicas e Sociais pela Faculdade de Direito de Natal, Universidade Federal do Rio Grande do Norte, em março de 1964.

### Carreira jurídica
Na Faculdade de Direito, foi Adjunta de Promotor de Justiça nas Comarcas de São José de Mipibu (1959), Santo Antônio (1960), e São Bento do Norte (1960-1964). Após formada, passou por diversas comarcas e cargos:
- 1964-1965 - 2a promotoria de Natal.
- 1965 - juíza de Direito de 1a entrância da Comarca de Serra Negra do Norte (por aprovação em concurso).
- 1966 - removida para a comarca de Coronel Ezequiel.
- 1967 - promovida para a Comarca de Augusto Severo (atual Campo Grande).
- 1968 - removida para a Comarca de Canguaretama.
- 1973 - transferida para a Comarca de Macaíba.
- 1979 - promovida para a Comarca de Natal para o cargo de 1° juíza substituta.
- 1987 - transferida para a 10a Vara Criminal de Natal.
- 1996 - promovida a Desembargadora do Tribunal de Justiça do Rio Grande do Norte, por antiguidade. Primeira mulher do Rio Grande do Norte a assumir tal função e sétima em âmbito nacional. Atuou na Câmara Cível.
- 1997-1998 - Corregedora Geral da Justiça.

### Vida pessoal
Dois anos depois de se formar, casou-se com o advogado Paulo Frassinetti de Oliveira. O casal teve três filhos.
Faleceu em Natal, no dia 15 de janeiro de 1998, vítima de câncer, aos 58 anos.

## Homenagens
Diversas homenagens foram rendidas à Desembargadora Eliane Amorim, dentre elas:
- Medalha de honra ao mérito “Auta de Souza”[5]
- Título de cidadã macaibense[5]
- Recebeu placas alusivas à sua posse nos cargos de Desembargadora e Corregedora Geral de Justiça do Estado[5]
- Homenagem póstuma pela Prefeitura Municipal de Nova Cruz, com a posição de placa na praça Barão do Rio Branco[5]
- Fórum da Comarca de São Rafael recebeu seu nome: "Desembargadora Eliane Amorim das Virgens de Oliveira"[5]
- Medalha de Mérito Judiciário “Djalma Aranha Marinho”, concedida pelo Tribunal Regional do Trabalho de Natal[5]
- Auditório da Corregedoria do tribunal de Justiça do Estado do Rio Grande do Norte recebeu seu nome: "Desembargadora Eliane Amorim das Virgens de Oliveira"[6][7]
- 2002 - Comenda outorgada pelo I Fórum Jurídico Municipal da Mulher[5]